# Isia
Isia — рід грибів. Назва вперше опублікована 1978 року.